# Nemoptera aegyptiaca
Espèce
Nemoptera aegyptiaca est une espèce d'insectes de la famille des Nemopteridae et du genre Nemoptera.

## Taxonomie
L'espèce est décrite par l'entomologiste français Pierre Rambur dans son Histoire naturelle des insectes : névroptères, Paris, Librairie encyclopédique de Roret. Fain et Thunot, 1842 (lire en ligne), p. 334, sans que Rambur n'ai vu l'espèce en nature.
Nemoptera aegyptiaca a pour synonymes :
- Nemoptera hebraica Westwood, 1874[1]
- Nemoptera (Nemoptera) aegyptiaca Rambur, 1842[1]

## Description
Cette espèce ressemble beaucoup à Nemoptera lusitanica, mais paraissant distincte ; son corps est de la même couleur. Les ailes supérieures sont plus sinuées à la marge postérieure vers le sommet ; il y a des rangées de points et de traits presque semblables ; la dernière rangée, sur la marge postérieure, est formée de points et non de traits. Les bandes sont peu marquées, la seconde ne paraissant pas en zigzag, presque effacée ; la troisième est ininterrompue ; la quatrième est peu marquée dans son milieu, ne formant pas un cercle. Les postérieures sont à peu près semblables.
Elle diffère surtout de Nemoptera lusitanica en ce qu'elle n'a pas de taches sensibles sur le bord costal, en ce que les traits costaux de la base sont confluents à leur extrémité et laissent entre eux une petite tache arrondie, en ce qu'il y a une tache noire plus épaisse sur le milieu vers la base.
Elle se rapporterait plutôt à Nemoptera coa si elle ne formait pas une espèce à part.

## Répartition
Son aire de répartition recouvre la Grèce (Eubée et Athènes), la Syrie, la Palestine et l'Égypte.